# 쇼! 뮤직파워
쇼! 뮤직파워는 매주 수요일 저녁 6시 20분에 청주방송으로 방송되는 음악 프로그램이다.

## 기획 의도
- 즐겁고 신나는 음악이 있어 더욱 행복한 시간! 대한민국 최고의 가수(인디,트로트)들과 함께하는 유쾌한 시간!
- 음악을 통해 쌓인 스트레스를 풀고 삶의 에너지를 충전할 수 있는 시간! Enjoy Music~Enjoy Life

## 방송 시간
| 방송 채널 | 방송 기간                         | 방송 시간                                     |
| --------- | --------------------------------- | --------------------------------------------- |
| 청주방송  | 2015년 1월 9일 ~ 2015년 11월 20일 | 매주 금요일 저녁 5:30 ~ 저녁 6:20 (50분)      |
| 청주방송  | 2015년 11월 25일 ~ 현재           | 매주 수요일 저녁 6:20 ~ 저녁 7:20 (1시간 5분) |

## 진행자
- 1대 윙크
- 2대 조영구, 강소리